# Semjon Michailowitsch Budjonny

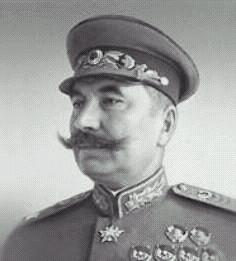
Semjon Michailowitsch Budjonny (1943)

Semjon Michailowitsch Budjonny (russisch Семён Михайлович Будённый, wiss. Transliteration Semën Michajlovič Budënnyj, Ausspracheⓘ; * 13. Apriljul. / 25. April 1883greg. in Kosjurin in der Oblast Woiska Donskowo (Oblast des Don-Heeres); † 26. Oktober 1973 in Moskau) war ein Marschall der Sowjetunion, Hauptinspekteur der Roten Armee und dreifacher Held der Sowjetunion (1958, 1963, 1968).

## Leben

### Jugend
Semjon Budjonny wurde 1883 als Sohn armer Bauern im Gebiet der Donkosaken geboren und trat 1903 der kaiserlich russischen Armee bei. Von 1904 bis 1905 nahm er am Krieg gegen Japan teil. Im Ersten Weltkrieg war er Wachtmeister in einem Regiment der kaiserlichen Dragoner, dekoriert mit dem höchsten Russischen Orden des Heiligen Georg.

### Bürgerkrieg, Kavallerieinspekteur
Im russischen Bürgerkrieg von 1918 bis 1921 führte Budjonny größere Kavallerieverbände. So kämpfte er an der Spitze der 1. Roten Reiterarmee bei der 10. Armee gegen Anton Denikin, General der weißgardistischen Truppen, und vertrieb 1920 die Kosaken aus Jekaterinodar. Budjonnys Kavalleriebrigade war in dieser Zeit an Judenpogromen in der polnisch-ukrainischen Grenzregion beteiligt.
Während des Polnisch-Sowjetischen Krieg von 1920 war er als Befehlshaber der 1. Reiterarmee beteiligt und scheiterte im August 1920 in der Lemberger Operation. In dieser Zeit begründete sich seine alle Krisen überdauernde Freundschaft zum aufsteigenden Generalsekretär der KPdSU Josef Stalin. Obwohl er in der Partei niemals eine höhere Funktion ausübte, war er stets ein Vertrauter Stalins. Dieser mochte Budjonnys einfache Lebensweise, sein virtuoses Spiel auf der Harmonika und seine Rolle als „Stimmungskanone“ bei Zusammenkünften im engsten Kreis. Budjonny bildete zusammen mit Kliment Woroschilow eine „militärische Opposition“ zu dem damals unbestrittenen Militärführer und Gründer der Roten Armee Leo Trotzki in dem beginnenden Machtkampf zwischen Stalin und Trotzki.
Von 1924 bis 1937 war Budjonny Inspekteur der Kavallerietruppen. Seinen dort erprobten Grundsätzen zur operativ-taktischen Verwendung der Kavallerie in Verbindung mit leichtgepanzerten Einheiten ist die Existenz der Roten Kavallerie bis zum Anfang der 1950er Jahre zu verdanken. Am 20. November 1935 wurde er zum Marschall ernannt. Im Jahre 1938 wurde er Mitglied des Zentralkomitees der KPdSU. Er war einer der Militärrichter im vierten Moskauer Prozess von 1937 gegen Marschall Michail Tuchatschewski, der im Rahmen der stalinschen Säuberungen zum Tode verurteilt wurde.

### Zweiter Weltkrieg
Im Zweiten Weltkrieg übte Budjonny anfänglich hohe Funktionen in der Roten Armee aus. Er war 1941 Oberbefehlshaber der „Strategischen Südwestrichtung“, welcher die Südwestfront und die Südfront in der Ukraine unterstanden. Während der Schlacht um Kiew im August/September 1941 forderte er von Stalin und dessen Oberkommando wiederholt die Erlaubnis zur Räumung des weit nach Westen vorspringenden Frontbogens am Dnepr, da er sonst eine Katastrophe in Form einer Einkesselung seiner Truppen für unvermeidlich hielt. Bereits in den Tagen zuvor hatte er die Führung des Oberkommandos kritisiert. Am 12. September 1941 wurde er daher von seinem Kommando entbunden und durch Marschall Semjon Timoschenko ersetzt. Tatsächlich wurde die Südwestfront nur drei Tage später eingekesselt und zum größten Teil aufgerieben. Stalin ließ Budjonny aus dem Kessel ausfliegen. Er erhielt jedoch umgehend den vakanten Posten des Oberbefehlshabers der Reservefront vor Moskau. Während der ebenfalls verlustreichen Kämpfe während der Doppelschlacht bei Wjasma und Brjansk wurde diese Front am 10. Oktober 1941 wieder aufgelöst. In der Schlacht um Moskau befehligte er Ende 1941 eine Armee südlich von Moskau um Malojaroslawez.
Bis Mitte 1942 war er Oberbefehlshaber der Nordkaukasusfront, sein Politoffizier war Lasar Kaganowitsch. Die deutsche Wehrmacht konnte seine Armeeverbände erfolgreich zurückdrängen. Erneut wurde Budjonny von seinem letzten, erfolglosen Frontkommando abgelöst.
Trotz seiner Niederlagen blieb ihm Stalin gewogen. Seit Januar 1943 war er Inspekteur der Kavallerie der Roten Armee und wurde als deren Begründer vielfältig geehrt.
1946 wählte man ihn in den Obersten Sowjet.
Budjonny wurde in einem Einzelgrab an der Kremlmauer beerdigt. Außer ihm wurden im Laufe des Bestehens der Sowjetunion lediglich elf weitere Personen auf diese Weise geehrt, wobei Budjonny zusammen mit Suslow, Schdanow, Frunse und Dserschinski zur kleinen Gruppe jener in Einzelgräbern bestatteten Personen gehört, die weder Staatsoberhäupter der Sowjetunion, noch Generalsekretäre der KPdSU waren.

## Sonstiges
Pferdezucht
Budjonny erwarb sich große Verdienste um die russische Pferdezucht, als er 1921 entgegen einem Erlass von Lenin, der jeden privaten Besitz an Pferden verboten und alle Staatsgestüte aufgelöst hatte, den Befehl zur Neugründung von Staatsgestüten gab. Einige Rassen, wie der Orlow-Rostopchiner und der Strelezker waren zu diesem Zeitpunkt bereits ausgestorben, bei allen war viel Qualität verloren gegangen. Als Anführer der Don-Kosaken geht insbesondere der Erhalt des Don-Pferdes, aber auch der Kabardiner, Ukrainer und Tersker auf seinen energischen Einsatz im Sinne einer qualitativ hochwertigen Pferdezucht zurück. Als „Pferdeversteher“ galt Budjonny als Autorität. Darüber hinaus veranlasste er den Aufbau der Zucht einer neuen Rasse nach seinen Vorstellungen, die seinen Namen – Budjonny – erhielt.

## Familie
Budjonny war dreimal verheiratet: Seine erste Frau Nadeschda soll Anfang der 1930er Jahre Selbstmord begangen haben. Seine zweite Frau Olga war Sopranistin. Gegen sie ermittelte um 1937 die Geheimpolizei GPU wegen des Sprechens der französischen Sprache. Sie wurde während eines Konzertes von der Bühne weg verhaftet und erst 1955 rehabilitiert. Seine dritte Frau hieß Maria. Seine Tochter Nina verwaltete seine Memoiren und viele unveröffentlichte Notizen, die interessante Einsichten in die Stalinzeit gewährten.

## Rezeption und Namensgebungen

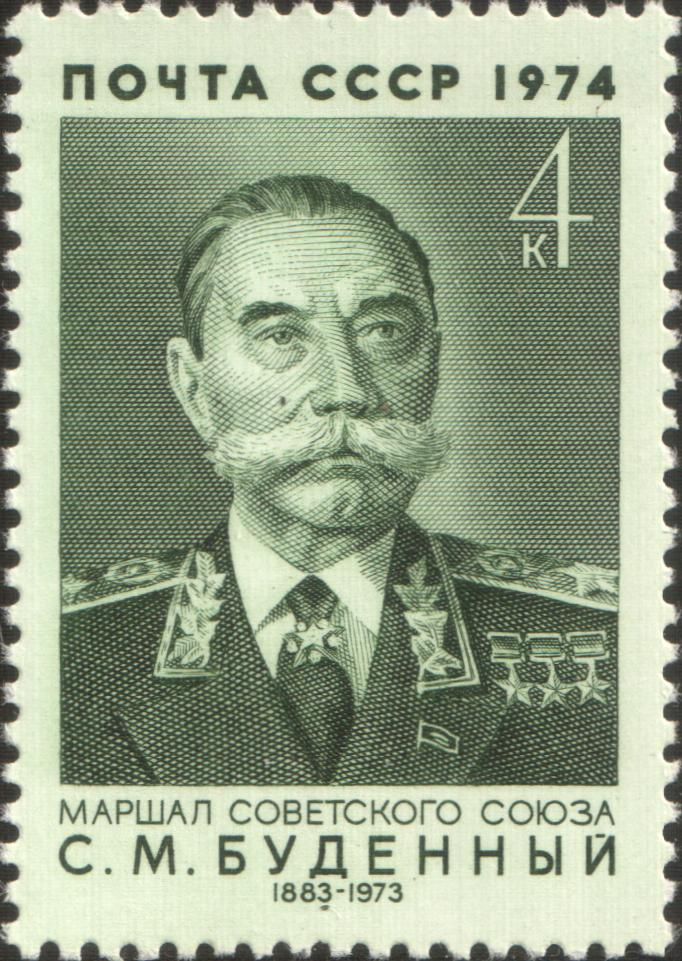
Briefmarke der Sowjetunion von 1974

- In der DDR trugen die Polytechnische Oberschule in Dorfchemnitz bei Sayda und die 4. Polytechnische Oberschule Berlin-Treptow[4] den Namen Budjonnys.
- Die nordkaukasische Stadt Prikumsk wurde 1935 in Budjonnowsk umbenannt.
- Isaak Babels Zyklus Die Reiterarmee verhalf mit seiner Beschreibung der von Budjonny geführten Roten Reiterarmee zu literarischem Ruhm.
- Zu seinen Ehren wurde in der UdSSR das Lied Die Rote Kavallerie (Konarmejskaja) und der Budjonny-Marsch komponiert.
- Die Budjonowka oder Budjonny-Mütze war eine wollene Kopfbedeckung mit einer charakteristischen Spitze, die in der Roten Armee von 1918 bis ca. 1940 getragen und nach Budjonny benannt wurde.
- Budjonny war – wie in der UdSSR üblich – Träger vieler Orden, darunter Held der Sowjetunion (3×), Leninorden (8×), Rotbannerorden (6×) und der Suworoworden.
- Auf Briefmarken der UdSSR von 1938 und 1974 wurde er dargestellt.
- Die Militärakademie der Fernmeldetruppe in St. Petersburg trägt seit 1946 den Namen S. M. Budjonny
- 1985 verfilmte Wladimir Ljubomudrow das Leben und Wirken Budjonnys in der russischen Revolution unter dem Titel Die erste Reiterarmee.
- Es gibt ein Kreuzfahrtschiff seines Namens: Semyon Budyonnyy.

## Werke
- Über die militärische Tätigkeit Lenins im Interventions- und Bürgerkrieg 1918–1920 (zusammen mit Semjon Aralow). Verlag des Ministeriums für nationale Verteidigung, Berlin 1957.
- Rote Reiter voran. Deutscher Militärverlag, Berlin 1961.

## Filme
- 1994: Kreml-Frauen. Dokumentarfilm von Regine Kühn und Eduard Schreiber über Budjonny und seine Ehefrauen